# Stuff (sito web)
Stuff è un sito web di notizie neozelandese di proprietà di Stuff Ltd (precedentemente chiamata Fairfax e parte del gruppo Fairfax Media); è uno dei siti di notizie più popolare in Nuova Zelanda, con un pubblico mensile unico di oltre 2 milioni.
Stuff è stato lanciato nel 2000 e pubblica notizie nazionali di meteo, sport, politica, video, intrattenimento, affari e stile presi dai periodici di Stuff Ltd, che includono il secondo e il terzo quotidiano con maggiore diffusione in Nuova Zelanda: The Dominion Post e The Press, e il settimanale più diffuso, Sunday Star-Times, nonché servizi di notizie internazionali.
Stuff ha vinto numerosi premi ai premi della Newspaper Publishers' Association (denominati Voyager Media Awards) tra cui Miglior sito web o app di notizie nel 2014 e 2019, e Sito web dell'anno nel 2013 e 2018.